# Coenotephria alpicolaria
Coenotephria alpicolaria là một loài bướm đêm trong họ Geometridae.